# Lijst van cultureel erfgoed in Poľov
Dit is een lijst van cultureel erfgoed in Košice, in het stadsdeel Poľov (okres Košice II).
Deze lijst is gebaseerd op de opsomming die gepubliceerd werd op de website van het Bureau voor monumenten van de Slowaakse Republiek (PÚSR).
- Poľov
- Košice (stad in Slowakije)

## Cultureel erfgoed
| Afbeelding | Adres & coördinaten       | Object                                                          | Lokale benaming                     |
| ---------- | ------------------------- | --------------------------------------------------------------- | ----------------------------------- |
|            | Dolina 4, Poľov. Locatie. | Rooms-katholieke kerk van de aartsengel Michaël. ID 803-4130/0. | Kostol svätého Michaela Archanjela. |